# Colburn (Indiana)
Colburn – jednostka osadnicza w Stanach Zjednoczonych, w stanie Indiana, w hrabstwie Tippecanoe.